# Sellette (parapente)
Pour les articles homonymes, voir Sellette.
En parapente, la sellette est le siège dans lequel est assis le pilote. Elle est reliée aux élévateurs par deux mousquetons. Le pilote y est attaché par des sangles.

## Les types de sellettes
Il existe différents types de sellettes selon les besoins du pilote.

### La sellette légère

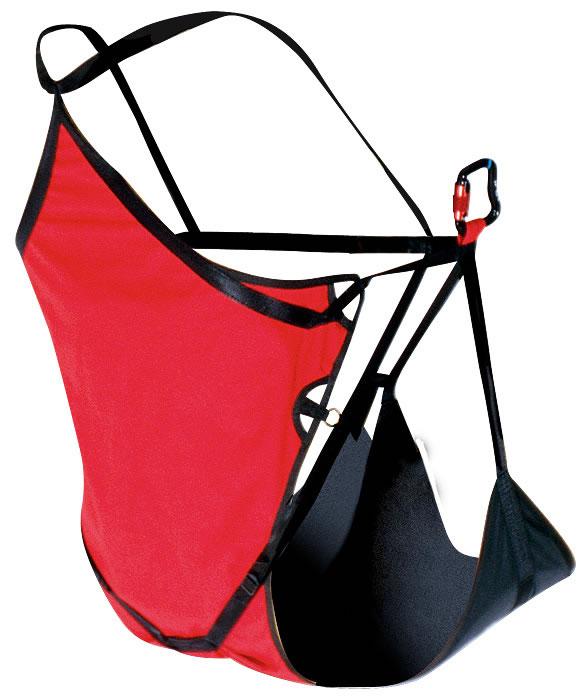
Une sellette légère.

Elle est souvent utilisée lors de vol-randos où le poids est un ennemi. La protection passive (mousse, airbag…) est réduite au strict minimum, ou même absente. Certaines pèsent moins de 300 grammes.

### La sellette réversible
Aussi souvent utilisée lors de vol-randos,  elle se transforme de sac de portage et sellette complète, donc avec protections.

### La sellette standard

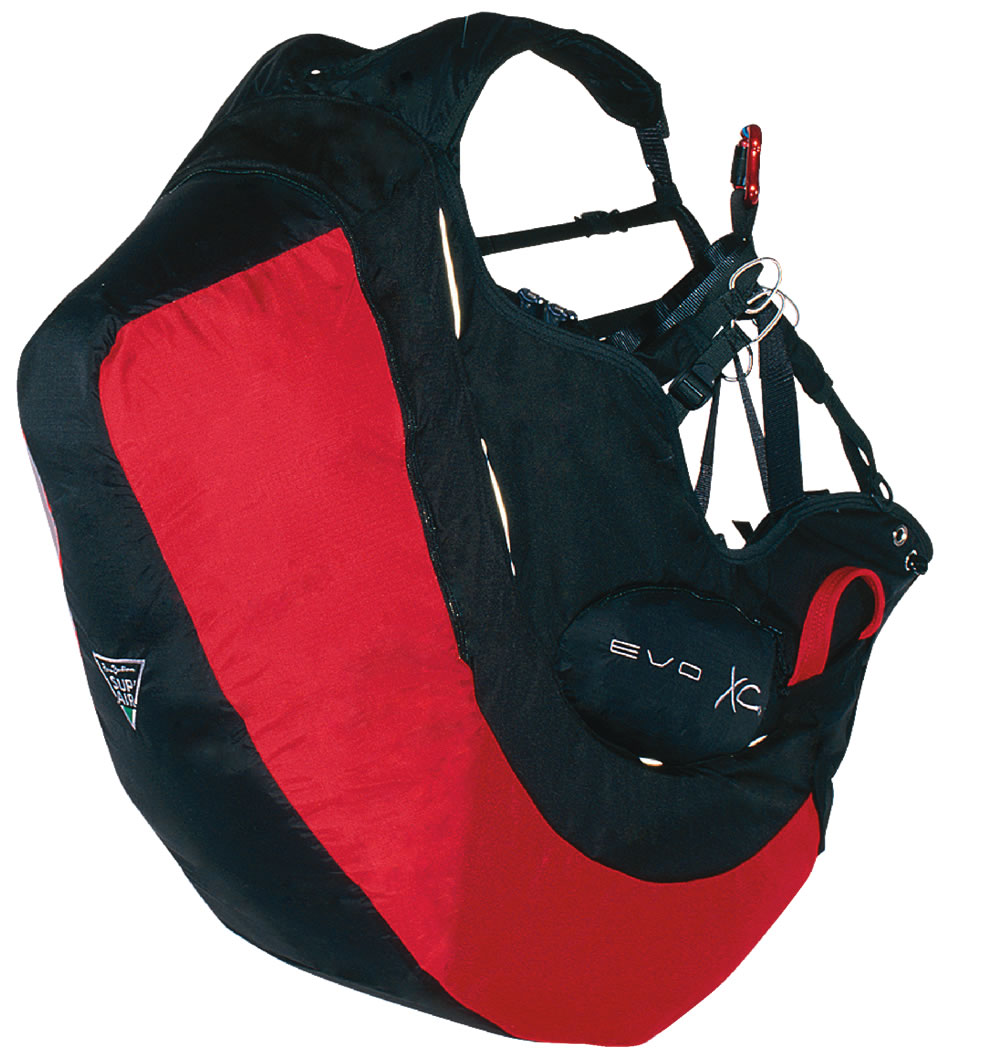
Une sellette standard.

Elle est très confortable et dispose de protections passives (mousse ou airbag). Le pilote adopte une position assise ou semi-assise. Un cale-pieds peut être ajouté sur certains modèles de sellettes. Celui-ci permet de gagner en confort et aérodynamisme. 

### La sellette de compétition

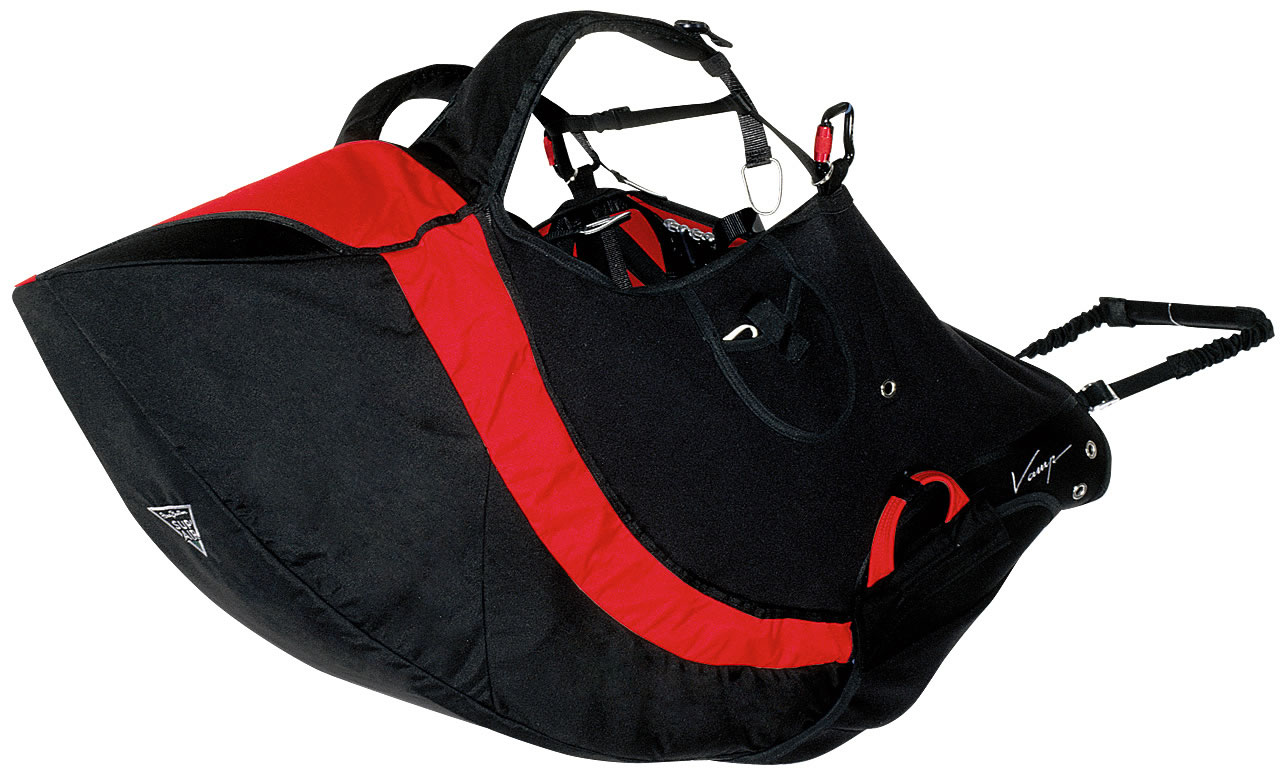
Une sellette de compétition.

Elle adopte une position aérodynamique pour limiter la trainée et ainsi augmenter la vitesse, les jambes sont souvent allongées et enveloppées dans un cocon de tissu. 
Le gain est malgré tout relativement faible, inférieur à 10 %, mais le gain en confort physique et thermique est important, surtout pour des vols qui peuvent durer plusieurs heures.
Attention, la position allongée du pilote peut rendre les incidents de vols plus difficile à controler.

### La sellette d'acrobatie
Renforcée, avec souvent deux poches séparées de parachute de secours, 
avec un écartement de la ventrale maximal, et une assiette assez basse pour renforcer la commande au poids du corps.

## L'attache du parachute de secours
Maintenant, tous les pilotes disposent d'un parachute de secours qui doit être fixé à la sellette. Il existe plusieurs positions pour le parachute :
- la position dorsale : la poche du parachute est située en haut du dos du pilote.
- la position ventrale : la poche du parachute est située devant le pilote.
- la position « sous-cutale » : la poche du parachute est située sous les fesses du pilote.